# Уралвагонзавод
Уралвагонзавод (УВЗ) је компанија за производњу машина лоцирана у Нижњем Тагилу, Русија. Представља једну од највећих истраживачких и индустријских комплекса у Русији. Уралвагонзавод је, између осталог познат по производњи тенкова Т-90. Грађена је у периоду од 1931. до 1936. године. Отворена је 11. октобра 1936.

## Производи

### Војне машине
- Тенк Т-72
- Тенк Т-90
- Оклопно возило БМПТ
- Оклопно возило ИМР-2МА
- Оклопно носач моста МТУ-72
- Амфибијско борбено возило пешадије БМП-3м

### Радне машине
- Утоваривач ПУМ-500У
- Багер ЕО-5126
- Багер ЕО-33211А
- Трактор РТ-М-160
- Трактор ТМВ-1